# Norra Möckleby socken
Norra Möckleby socken på Öland ingick i Möckleby härad, ingår sedan 1974 i Mörbylånga kommun och motsvarar från 2016 Norra Möckleby distrikt i Kalmar län.
Socknens areal är 36,13 kvadratkilometer varav land 35,97. År 2000 fanns här 530 invånare. Kyrkbyn Norra Möckleby med sockenkyrkan Norra Möckleby kyrka ligger i socknen. 

## Administrativ historik
Norra Möckleby stenkyrka är daterad till slutet av 1100-talet. I skriftliga källor omtalas socknen första gången i ett odaterat brev omkring 1320 och ett daterat 1343.
Vid kommunreformen 1862 övergick socknens ansvar för de kyrkliga frågorna till Norra Möckleby församling och för de borgerliga frågorna till Norra Möckleby landskommun. Denna senare inkorporerades 1952 i Torslunda landskommun och uppgick 1974  i Mörbylånga kommun. Församlingen uppgick 2002 i Norra Möckleby, Sandby och Gårdby församling.
1 januari 2016 inrättades distriktet Norra Möckleby, med samma omfattning som församlingen hade 1999/2000.  
Socknen har tillhört samma fögderier och domsagor som Möckleby härad. De indelta båtsmännen tillhörde 2:a Ölands båtsmankompani.

## Geografi
Norra Möckleby socken ligger vid östra kusten av centrala delen av Öland. Socknen består av bördig jord på kustremsan nedanför landborgen och lövskog och alvarmark och även odlingsbygd ovan denna.

## Fornminnen
Några gravrösen från bronsåldern som Galgerör och flera järnåldersgravfält finns här, liksom en fornborg. En runristning omnämns vid prästgården.

## Namnet
Namnet (1283 Langanäs, 1343 Mykleby), taget från kyrkbyn, består av ett förled mykil, stor och efterledet by.

## Befolkningsutveckling
| Befolkningsutvecklingen i Norra Möckleby socken 1750–1990                                               | Befolkningsutvecklingen i Norra Möckleby socken 1750–1990 | Befolkningsutvecklingen i Norra Möckleby socken 1750–1990 | Befolkningsutvecklingen i Norra Möckleby socken 1750–1990 | Befolkningsutvecklingen i Norra Möckleby socken 1750–1990 |
| --- | --------------------------------------------------------- | --------------------------------------------------------- | --------------------------------------------------------- | --------------------------------------------------------- |
| |                                                           |                                                           |                                                           |                                                           |
| År |                                                           |                                                           | Folkmängd                                                 |                                                           |
| 1750 | 1750                                                      |                                                           | 568                                                       |                                                           |
| 1760 | 1760                                                      |                                                           | 645                                                       |                                                           |
| 1769 | 1769                                                      |                                                           | 722                                                       |                                                           |
| 1780 | 1780                                                      |                                                           | 722                                                       |                                                           |
| 1790 | 1790                                                      |                                                           | 663                                                       |                                                           |
| 1810 | 1810                                                      |                                                           | 752                                                       |                                                           |
| 1820 | 1820                                                      |                                                           | 783                                                       |                                                           |
| 1830 | 1830                                                      |                                                           | 868                                                       |                                                           |
| 1840 | 1840                                                      |                                                           | 855                                                       |                                                           |
| 1850 | 1850                                                      |                                                           | 924                                                       |                                                           |
| 1860 | 1860                                                      |                                                           | 1 035                                                     |                                                           |
| 1870 | 1870                                                      |                                                           | 1 154                                                     |                                                           |
| 1880 | 1880                                                      |                                                           | 1 127                                                     |                                                           |
| 1890 | 1890                                                      |                                                           | 936                                                       |                                                           |
| 1900 | 1900                                                      |                                                           | 883                                                       |                                                           |
| 1910 | 1910                                                      |                                                           | 757                                                       |                                                           |
| 1920 | 1920                                                      |                                                           | 681                                                       |                                                           |
| 1930 | 1930                                                      |                                                           | 657                                                       |                                                           |
| 1940 | 1940                                                      |                                                           | 688                                                       |                                                           |
| 1950 | 1950                                                      |                                                           | 630                                                       |                                                           |
| 1960 | 1960                                                      |                                                           | 521                                                       |                                                           |
| 1970 | 1970                                                      |                                                           | 432                                                       |                                                           |
| 1980 | 1980                                                      |                                                           | 481                                                       |                                                           |
| 1990 | 1990                                                      |                                                           | 517                                                       |                                                           |
| Anm: Källor: Umeå universitet - Tabellverket 1749-1859, Demografiska databasen, CEDAR, Umeå universitet |                                                           |                                                           |                                                           |                                                           |

### Fotnoter
1. 1 2 3  Svensk Uppslagsbok andra upplagan 1947–1955: Norra+Möckleby socken
2. 1 2  Harlén, Hans; Harlén Eivy (2003). Sverige från A till Ö: geografisk-historisk uppslagsbok. Stockholm: Kommentus. Libris 9337075. ISBN 91-7345-139-8
3. ↑  Det medeltida Sverige 4:3 Öland
4. ↑  ”Församlingar”. Statistiska centralbyrån. https://www.scb.se/hitta-statistik/regional-statistik-och-kartor/regionala-indelningar/forsamlingar/. Läst 30 december 2022.
5. ↑  Möckleby&Typ=Alla&DatumFran=&DatumTill= Administrativ historik för Norra Möckleby socken (Klicka på församlingsposten). Källa: Nationella arkivdatabasen, Riksarkivet.
6. 1 2  Sjögren, Otto (1931). Sverige geografisk beskrivning del 2 Östergötlands, Jönköpings, Kronobergs, Kalmar och Gotlands län. Stockholm: Wahlström & Widstrand. Libris 9939
7. 1 2 3  Nationalencyklopedin
8. ↑  Fornlämningar, Statens historiska museum: Norra Möckleby socken
9. ↑  Fornminnesregistret, Riksantikvarieämbetet: Norra Möckleby socken Fornminnen i socknen erhålls på kartan genom att skriva in sockennamn (utan "socken") i "Ange geografiskt område"